# Paris historique
Paris historique (česky Historická Paříž), plným názvem Association pour la Sauvegarde et la Mise en valeur du Paris historique (Asociace za záchranu a rozvoj historické Paříže) je francouzské občanské sdružení, jehož úkolem je ochrana a záchrana historických památek v Paříži a regionu Île-de-France. Sídlí v Paříži v ulici Rue François-Miron č. 44-46 ve 4. obvodu. Asociace má tři zaměstnance, 120 dobrovolníků a 2500 členů, kteří zajišťují 70 % financí. Jejím sloganem je Des pierres et des hommes (Kameny a lidé).

## Historie
Společnost založil 4. října 1963 Michel Raude v pařížské čtvrti Marais, která byla na začátku 60. let z důvodu své značné zchátralosti určena k celkové obnově. Některé její části včetně městských paláců i budov s architektonickou a historickou hodnotou (které jsou dnes chráněny jako historické památky) však měly být strženy.
Z tohoto důvodu se rozhodli obyvatelé přitáhnout pozornost veřejnosti uspořádáním Festivalu v Marais a využitím některých míst tak, aby se prokázalo, že obnova budov je možná. Proto vzniklo i Sdružení za záchranu a rozvoj historické Paříže. Aktivita vedla až k rozhodnutí ministra kultury Andrého Malreauxe v roce 1964 o zachování staveb a jejich rekonstrukci. Festival v Marais se konal pravidelně až do roku 1993. Dobrovolníci se i nadále podílejí na záchraně památek v jiných částech Paříže.